# 陸 (姓)
陸（りく）は、漢姓の一つ。

## 中国の姓
2020年の中華人民共和国の第7回全国人口調査（国勢調査）に基づく姓氏統計によると中国で58番目に多い姓であり、514.38万人がいる。一方、台湾の2018年の統計では第96位で、17,659人がいる。

### 起源
- 嬀姓陸氏（陳氏・田氏）
  - 斉の宣王の子の公子通が陸郷に封じられ、以来その地名を氏としたという。三国時代の呉の陸遜をはじめとする呉郡陸氏などの始祖。

- 歩六孤氏
  - 北魏では鮮卑の歩六孤氏が孝文帝の漢化政策で陸氏に改姓した[4]。陸氏は北魏の八大姓の一つであった。

- 少数民族
  - チワン族に多い姓の一つである[5]。

- 他
  - 唐の陸羽は、自分の姓を知らなかったので、易占によって姓を陸に決めたという[6]。

### 著名な人物
- 陸賈 - 前漢初期の政治家
- 陸康 - 後漢末期の人物
- 陸績 - 後漢末期の政治家・学者・武将
- 陸遜 - 三国時代の呉の武将、政治家
- 陸抗 - 三国時代の武将、陸遜の子
- 陸瑁 - 三国時代の呉の政治家。陸遜の弟
- 陸凱 - 三国時代の呉の武将・政治家
- 陸胤 - 三国時代の呉の人物。陸凱の弟
- 陸機 - 西晋の文学者、政治家、武将。陸抗の子
- 陸雲 - 西晋の文学者、政治家。陸機の弟
- 陸喜 - 三国時代の呉・西晋時代の中国の政治家
- 陸玩 - 東晋の官僚・政治家
- 陸納 - 東晋の官僚・政治家
- 陸徳明 - 陳の学者、『経典釈文』の作者
- 陸繕 - 南朝梁から陳にかけての官僚・政治家
- 陸麗 - 北魏の官僚
- 陸俟 - 北魏の軍人・政治家
- 陸馛 - 北魏の官僚
- 陸倕 - 南朝斉から梁にかけての官僚・文人
- 陸子彰 - 北魏から東魏にかけての官僚
- 陸法言 - 隋の学者、『切韻』の作者
- 陸羽 - 唐の文筆家、『茶経』の作者
- 陸亀蒙 - 唐の詩人
- 陸游 - 南宋の詩人、政治家
- 陸象山 - 南宋の儒学者
- 陸秀夫 - 南宋の政治家、忠臣として知られる
- 陸西星 - 明代の道教の人士
- 陸心源 - 清の蔵書家
- 陸皓東 - 清末の革命家
- 陸徴祥 - 清末民初の外交官、政治家、宗教家
- 陸宗輿 - 清末民初の政治家・外交官
- 陸志韋 - 中華民国、中華人民共和国の心理学者、言語学者
- 陸定一 - 中華人民共和国の政治家
- 陸川 - 中華人民共和国の映画監督
- 陸俊 - 中国のサッカー審判員

## 朝鮮の姓
陸（りく、ユク、リュク、朝: 육 (S)륙 (N)）は、朝鮮人の姓の一つである。2015年の韓国の国勢調査による人口は23,455人。

### 著名な人物
- 陸大春（朝鮮語版） - 朝鮮中期の文臣。
- 陸用鼎（朝鮮語版） - 李氏朝鮮、大韓帝国の儒学者。
- 陸洪均 - 独立運動家、韓国の国会議員。
- 陸寅修 - 中等教員として活躍をした前歴がある大韓民国の国会議員。
- 陸英修 - 朴正煕の妻で朴槿恵の母、陸寅修の妹。
- 陸完国 - 日本植民地時代から活動した大韓民国の医師、韓国の国会議員。
- 陸完順（朝鮮語版） - 大韓民国の現代舞踊家。
- 陸芝修（朝鮮語版） - 大韓民国の経済地理学者。
- 陸明心（朝鮮語版） - 大韓民国の写真家、教授。
- 陸東仁（朝鮮語版） - 前政務職公務員、朴槿恵の弾劾期間まで大統領秘書広報首席室春秋館長を務めた。
- 陸東翰（朝鮮語版） - 春川市長、前政務職公務員、大韓民国国務総理室国務次長、江原発展研究院院長。
- ユク・チュンワン（朝鮮語版） - 韓国の歌手。
- ユク・ソンジェ - 韓国の歌手、俳優。BTOBのメンバー。
- ユク・チダム（朝鮮語版） - 韓国のラッパー。

### 氏族
| 氏族（地域） | 創始者                                          | 人数（2015年） |
| ------------ | ----------------------------------------------- | -------------- |
| 江東陸氏     |                                                 | 27             |
| 桂玉陸氏     |                                                 | 12             |
| 桂尭陸氏     |                                                 | 20             |
| 桂川陸氏     |                                                 | 19             |
| 冠山陸氏     |                                                 | 7              |
| 管城陸氏     |                                                 | 1,183          |
| 吉州陸氏     |                                                 | 10             |
| 南原陸氏     |                                                 | 11             |
| 南海陸氏     |                                                 | 13             |
| 報恩陸氏     |                                                 | 10             |
| 泗川陸氏     |                                                 | 31             |
| 霊城陸氏     |                                                 | 10             |
| 玉山陸氏     |                                                 | 7              |
| 沃州陸氏     |                                                 | 65             |
| 沃川陸氏     | 927年に唐から新羅に帰化した中国浙江省出身の陸普 | 21,410         |
| 温陽陸氏     |                                                 | 8              |
| 仁同陸氏     |                                                 | 6              |
| 長水陸氏     |                                                 | 39             |
| 全州陸氏     |                                                 | 12             |
| 竹山陸氏     |                                                 | 42             |
| 晋州陸氏     |                                                 | 10             |
| 昌平陸氏     |                                                 | 7              |
| 青山陸氏     |                                                 | 278            |
| 漢陽陸氏     |                                                 | 6              |
| 陜川陸氏     |                                                 | 16             |
| 洪川陸氏     |                                                 | 8              |

## 日本の姓
陸（くが）は、日本の姓の一つ。

### 著名な人物
- 陸羯南-明治時代の政治評論家